# Politica della Slovenia
Il sistema politico sloveno è basato su una Repubblica parlamentare democratica e su un sistema multipartitico.
Il potere esecutivo è esercitato dal governo. Il potere legislativo è esercitato dal parlamento.
Il sistema giudiziario è indipendente dall'esecutivo e dal legislativo.

## Evoluzione politica
Giovane stato indipendente, la Slovenia ha ricercato la stabilità economica e l'apertura politica guardando all'occidente e alla sua eredità centro-europea. Oggi, con un profilo regionale in crescita, la partecipazione alle missioni SFOR in Bosnia e KFOR in Kosovo, e l'adesione alla WTO, la Slovenia gioca un ruolo importante nello scenario mondiale rispetto alle sue piccole dimensioni. 
Dal 1998 al 2000, la Slovenia ha occupato un seggio non permanente all'ONU. La Slovenia è un membro delle Nazioni Unite dal maggio del 1992 e dell'Unione europea dal maggio 2004; nel gennaio 2007 ha adottato l'euro come moneta ufficiale. Ha fatto parte del CEFTA dal 1996 al 2004. La Slovenia è anche un membro di tutte le principali istituzioni finanziarie internazionali, fra cui Fondo Monetario Internazionale, Banca Mondiale, Organizzazione Mondiale del Commercio (WTO).
Dopo la dissoluzione della Jugoslavia la Slovenia ha istituito un sistema politico democratico multipartitico, caratterizzato da regolari elezioni e stampa libera. Secondo la Costituzione, il paese è una democrazia parlamentare e una repubblica. Il potere è diviso fra un presidente eletto direttamente, un primo ministro e una legislatura bicamerale (Parlamento). Il Parlamento è composto dai 90 membri dall'Assemblea nazionale, che prende virtualmente il comando del paese alla fine di ogni legislatura, e dal Consiglio Nazionale, un corpo consultivo composto dai rappresentanti degli interessi sociali, economici, professionali e locali. La Corte Costituzionale ha il potere di esaminare la legislatura per garantire la sua coerenza con la Costituzione slovena. I suoi nove giudici sono eletti ogni 9 anni. 
I principali schieramenti politici sono sostanzialmente concordi nella politica estera, in particolare nella partecipazione all'Unione europea e alla NATO.

## Costituzione
La Costituzione fu adottata il 23 dicembre 1991.

## Potere esecutivo
| Carica                      | Detentore    | Partito | Dal              |
| Presidente della Repubblica | Borut Pahor  | SD      | 27 dicembre 2017 |
| Presidente del Governo      | Robert Golob | GS      | 1 giugno 2022    |

Il presidente è direttamente eletto con voto popolare per un mandato di cinque anni. Dopo le elezioni dell'Assemblea nazionale, il leader del partito o della coalizione maggioritaria è in genere proposto come primo ministro dal presidente ed eletto dall'Assemblea nazionale.

## Ramo legislativo
L'Assemblea nazionale (Državni Zbor) è composta da 90 membri, eletti per un mandato di quattro anni: 88 membri sono eletti con metodo proporzionale, usando il metodo D'Hondt, e 2 membri sono eletti dalle minoranze etniche (italiani e ungheresi).

## Divisioni amministrative
La Slovenia è divisa in 210 comuni, dei quali 11 sono urbani con un alto grado di autonomia.

## Partecipazione internazionale
La Slovenia è membro di AIEA, BERS, BIRS, CE, CEI, CIO, ECE, FAO, FMI, ICAO, ICC, IFC, IFRCS, IMO, Interpol, IOM (osservatore), ISO, ITU, MNA (ospite), NATO, OIL, OMM, OMS, ONU, OSCE, UE, UEO (partner associato), UNCTAD, UNESCO, UNWTO, UPU, WIPO, WTO.